# Ventimiglia
Ventimiglia je město v italském kraji Ligurie, v provincii Imperia. Leží v severozápadní části země, na pobřeží Ligurského moře, v těsné blízkosti hranic s Francií (5 km). Je součástí Italské riviéry, respektive její západní části Riviery di Ponente (tato oblast je také pro pěstování květin nazývaná Riviera dei Fiore). Ventimiglia je vzdálené přibližně 160 km jihozápadně od Janova, hlavního centra Ligurie a 40 km od Nice ve Francii. Z dalších měst se v okolí nachází San Remo, Menton a Monako.

## Město a památky
Město rozděluje řeka Roia na dvě části. Západně leží na předhůří staré město, s dominantní stavbou katedrály S. Maria Assunta. Východně leží nové město, s budovou radnice, nádražím a parkem Giardini Pubblici.
- Katedrála S. Maria Assunta z 11. století, jedna z nejvýznamnějších románských staveb v Ligurii s baptisteriem
- Kostel San Michele Arcangelo, románský z 10. až 12. století s kryptou
- Loggia del Parlamento, lodžie parlamentu z 15. století
- Teatro Comunale, divadlo z poč. 20. století
- Albintimilium, pozůstatky římského města, částečně se dochovalo například římské divadlo z první poloviny 2. století
- Balzi Rossi, 1 km západně od města jsou jeskyně, které patří k významným evropským nalezištím z doby středního a mladšího paleolitu[4]